# Jaume Sorribas
Jaume Sorribas (Jaume Sorribas Garcia, Sallent de Llobregat, 15 de mayo de 1946 - Barcelona, 23 de enero de 2008) fue un actor español fundador de Els Joglars. De formación autodidacta, sus primeros trabajos profesionales tuvieron que ver con el mundo de la representación comercial más tarde entró a formar parte como miembro fundador de Els Joglars aunque inicialmente la vinculación profesional con el grupo teatral fue como técnico de luces, finalmente terminó formando parte del elenco de actores de Els Joglars, en donde permaneció entre 1966 y 1976.
Como integrante de Els Joglars fue decisivo en la creación de espectáculos antológicos para el grupo como El Diari, El Joc, Cruel Ubris, Mary d'Ous y Alias Serrallonga.
Intervino de manera destacada en la celebrada Operación Ubú (1981) para el Teatre Lliure, que constituyó uno de los mayores éxitos teatrales del momento.
La trayectoria teatral de Jaume Sorribas incluye también colaboraciones con las compañías Vol-Ras, El Tricicle o como creador del grupo Bacil's. Tuvo también una faceta cinematográfica, con intervenciones destacadas en títulos como El embrujo de Shanghai, Historias de la puta mili, 'La Casita Blanca', 'La ciudad oculta', Mater amatísima y Vivir y soñar.
En televisión (Televisió de Catalunya) desarrolló una intensa actividad en programas como Filiprim, donde interpretaba el personaje de l'Encarregat, Tres i l'astròleg y en dos episodios de la serie para Televisión Española 'Carvalho' ("Cita mortal en Up&Down" y "La soledad del mánager").
Falleció el 23 de enero de 2008 en Barcelona, víctima de un cáncer.

## Filmografía
- Entre vivir y soñar (2004)
- La casita blanca (2002)
- El embrujo de Shanghai (2002)
- Historias de la puta mili (1994)
- Feliz cumpleaños (1998)
- Potser no sigui massa tard (1988)
- Mi general (1987)
- Caín (1987)
- Fuego eterno (1985)
- Entre paréntesis (1982)
- La rebelión de los pájaros (1982)
- La batalla del porro (1981)
- Mater amatísima (1980)
- Autopista A-2-7 (1977)

## Series de televisión
- Pepe Carvalho
- La memòria dels Cargols
- Filiprim (Interpretaba al "Sr. Encarregat")
- La odisea
- Tres i l'astròleg
- Memòries de la tele